# Anushka Shetty
Sweety Shetty, född 7 november 1981, även känd under artistnamnet Anushka Shetty, är en indisk skådespelare och modell som främst är verksam i filmer på telugu och tamil. Hon har vunnit flera utmärkelser, bland annat tre CineMAA Awards, en Nandi Award, TN State Film Awards och tre Filmfare Awards.
Hon gjorde sin debut 2005 i filmen Super på telugu. Följande år spelade hon i S. S. Rajamoulis Vikramarkudu.

## Uppväxt
Shetty är född i Mangalore, Karnataka, och etnisk Tuluva. Hennes föräldrar är Prafulla och A.N. Vittal Shetty. Shetty gick i skola i Bangalore. Hon har också varit yogainstruktör och tränat under Bharat Thakur.

## Utmärkelser
- Filmfarepris för bästa kvinnliga skådespelare – telugu, för Vedam,  2011
- Filmfarepris för bästa kvinnliga skådespelare – telugu, för Arundhati
- South Indian International Movie Awards, för Rudhramadevi
- CineMAA Awards, för Rudhramadevi
- Producers Guild Film Award för bästa kvinnliga huvudrollsinnehavare, för Rudhramadevi
- Filmfarepris för bästa kvinnliga skådespelare – telugu, för Rudhramadevi
- Nandi Award för bästa kvinnliga skådespelare, för Size Zero
- Santosham Film Awards, för Rudhramadevi
- Tamil Nadu State Film Award Special Prize, för Deiva Thirumagal
- Vijay Award för kvinnlig favorithjälte, för Deiva Thirumagal
- Santosham Film Awards, för Vedam
- CineMAA Awards, för Arundhati
- Nandi Award för bästa kvinnliga skådespelare, för Arundhati
- Behindwood Gold Medal, för Baahubali 2: The Conclusion
- Santosham Film Awards, för Arundhati
- CineMAA Awards, för Vedam
- Vijay Award för kvinnlig favorithjälte, för Vettaikaaran
- Kalaimamani

[Redigera Wikidata]